# コルテスの収穫
コルテスの収穫（こるてすのしゅうかく）は、矢作俊彦の未完の長編冒険小説である。1987年に上巻、中巻が続けて出版されたが、その後下巻は出版されていない。

## 背景
南アメリカ大陸の架空の国家エスパルダ・リカはコロンビア、ブラジル、ペルー、エクアドルと国境を接した南米大陸の太平洋岸の国である。人口は約700万。国土は東西500km、南北280km、面積12万平方キロ。国土の中心は肥沃なエル・エスコリアル平野に恵まれ近年は石油や鉱物なども採掘されるようになってきた。外国車のライセンス生産ながらも国内で自動車生産ができる程度の工業力も持つ。
1849年に王国として独立した後、幾度かの政変を経て1958年に現大統領のホセ・マリーア・コルテス大佐がクーデターにより政権を獲得してから20年程が経っていた。山岳部を拠点にした反政府ゲリラが活動はしていたものの、概ね政情は安定していた。

## あらすじ
エスパルダ・リカで大統領のホセ・マリーア・コルテス大佐の行方が分からなくなった。政府上層部では大統領執務室以外は大統領の動向を把握しているが者がおらず秘密裏に大統領の行方を探していた。その一方で大統領執務室長のアントニオ・ミゲル大佐は、長年石油会社の技師としてエスパルダ・リカに潜伏していたアルベルト・クラウスの尋問に彼の家を訪れていたが情報を聴きだす前に不慮の出来事でクラウスを死なせてしまった。
9日前にミゲル大佐の部下が空港で逮捕したアラブ人が連絡を取ることになっていた国際的なテロリストと目される富樫耕平を逮捕したミゲル大佐は、自国の経済政策に対する援助を引き出すために彼を日本政府との間の取引材料にすることを大統領に進言していた。アラブ人や富樫がエスパルダ・リカにやってきた理由は定かではなかったが、富樫が入国してから暫く監視下に置いていた間に彼が唯一接触したのがアルベルト・クラウスであった。
アルベルト・クラウスの背景を調査するうちにおぼろげながら分かってきたことが大統領とミゲル大佐を震撼させた。大統領はごく一部の護衛部隊を帯同しただけで山岳部にある重罪犯専用の刑務所に収監されている富樫耕平の尋問に訪れた。
一方、日本からは警視庁の門崎志郎が逮捕された日本で自衛官を殺害した容疑者である富樫耕平の引渡しを受けるためにエスパルダ・リカへ派遣されてきたが、引渡し交渉が大統領と日本大使の間で進められていたために大統領の不在と共に交渉は停滞していた。
その頃、一部の陸軍将校と政治家、経済界の大物の間で以前から進められていたクーデター計画が実行に移されようとしていた。

## 登場人物
門崎志郎
警視庁の警部補。
富樫耕平
共産同赤軍派のメンバー。
田倉稔
在エスパルダ・リカ日本大使館の事務官。
ホセ・マリーア・コルテス（大佐）
エスパルダ・リカ大統領。
カステーロ・ブランコ（陸軍大佐）
国防長官。
アントニオ・ミゲル（陸軍大佐）
大統領執務室長。
フェルナンド・コルテス（陸軍中佐）
陸軍司令長官。大統領の息子。
シモン・デ・レオン（陸軍中佐）
エル・エスコリアル平野中央部軍管区司令官。
レオニダス・ベラスコ（陸軍少佐）
西部軍管区司令官。
ファン・レチン・オケンド
商務省、農務省の長官。
アウレリオ・ダビラ・カハス
銀行家。
エル・オンブレ
EFL（反政府ゲリラ）指導者。

## 註
コルテスの収穫（上）の巻末の著者のあとがきによると、「本書の執筆は1979年の暮れに始まり1980年の2月には未完にもかかわらず900枚分にもなっていたがその時点で発表されることはなかった。これを800枚分に再構成したものが（上）、（中）巻となり1986年の夏に執筆を再開して書き上げた400枚分が（下）巻である。」との旨が記されている。
しかしながら、後年には出版時から完成させる気が無かったとの著者本人の弁もある。